# Cuevas Cercanas
Las Cuevas Cercanas o Cuevas de San Antonio (en ucraniano: Ближні печери, Blyzhni pechery) son un conjunto de grutas históricas y túneles del medieval Monasterio de las Cuevas de Kiev, la capital de Ucrania. Las Cuevas Cercanas tienen una longitud total de 383 metros y tienen una profundidad de entre 5 hasta 20 metros.
Las Cuevas Cercanas fueron fundadas en 1057, cuando San Varlaam fue ordenado como primer hegúmeno (abad) del Monasterio de las Cuevas por San Antonio de Kiev. El monje Antonio se retiró del monasterio y se trasladó a una nueva colina, donde excavó una nueva celda subterránea, actualmente conocida como las Cuevas Cercanas.

## Construcción
Las Cuevas Cercanas albergan la iglesia subterránea de San Antonio, la iglesia de la Entrada de la Madre de Dios en el Templo y la iglesia de San Varlaam. Las Cuevas también contienen un total de 79 enterramientos, entre ellos el cadáver de Néstor el Cronista, los artistas de iconos Alipy y Grigory, el doctor Agapito, el príncipe asceta Nikolai Sviatosha, el santo mártir Kuksha y los restos del épico héroe Ilya Muromets. Tras una investigación de los restos humanos, se llegó a la conclusión de que Ilya Muromets había fallecido debido a una puñalada. Según la leyenda, la fuerza de los ángeles trasladó su cuerpo desde el lugar donde pereció hasta las cuevas.
El templo principal de las Cuevas Cercanas es la iglesia de la Elevación de la Cruz (Khrestovozdvizhenska), que fue construida en el estilo barroco ucraniano entre 1700 y 1704. Asimismo, se conservan los iconos del templo realizadas en 1769. Desde el siglo XIX, la iglesia ha servido como lugar de enterramiento de los metropolitanos de Kiev. El antiguo refectorio del templo está unido a las celdas de los monjes, un edificio en estilo neoclásico con un pórtico con cuatro columnas realizadas en la década de 1830.
En la base de la colina se encuentra el campanario de las Cuevas Cercanas, diseñada y construida por el arquitecto Stepan Kovnir en 1760. Asimismo, numerosas lápidas mortuorias de un gran número de kievitas pueden observarse frente a la iglesia de la Elevación de la Cruz, por ejemplo, la lápida del general y gobernador Aleksandr Bezak, diseñada por el arquitecto Mikhail Ikonnikov en 1860.
Por debajo de las Cuevas Cercanas se descubrieron recientemente dos antiguos pozos para sacar agua. Según la leyenda, uno de ellos fue excavado por San Antonio de Kiev y el segundo por su célebre discípulo, Teodosio de Kiev. Además de los pozos, se construyó una capilla, actualmente conocida como la iglesia de la Brotación de la Vida, edificada en honor al icono de la madre de Dios.